# MG・MGF
MGFは、イギリスの自動車ブランド、MGがかつて販売していたオープンカー型のスポーツカーである。
本項ではMGFの後継にあたるTFについても解説する。

## MGF（1995年 - 2002年）
1995年、ローバーより量産車でのMGブランド復活にあわせて発売された。登場当初のモデルはMk.2（後述）と比較してMk.1と呼ばれる。
当時のローバー技術陣には、新規のFRレイアウトによるスポーツカーを開発する予算と時間がなかったため、既存車種であるローバー・100のコンポーネントを利用したMRレイアウトの2座席オープンカーとして開発された。
MGFにおいて特筆すべきポイントとして、古くはBMC時代のミニ（一部モデル）やADO-16（全車種）にも搭載された、液体式関連懸架システムのハイドロラスティック・サスペンションを発展させた窒素ガスとクーラントを使うハイドラガス・サスペンションを搭載した。このシステムは乗り心地と姿勢制御の向上に寄与したが、気温により車高が変化したり、メンテナンスが煩雑になるなどのマイナス面も見受けられた。
搭載されるエンジンは当初、通常機構の「K1.8」(118hp)のみであったが、1996年にVVC（可変バルブ機構）を搭載した「K1.8VVC」(145hp)が追加された。このKシリーズエンジンはシリンダーライナーの強度が弱く、ガスケット吹き抜けなどのエンジン故障を招きやすいとされている。組み合わせられるトランスミッションはいずれも5速MTのみである。
同時代の2座オープンスポーツカーと比べエンジンはそれほどパワーがあるものではないが、車重が1t強と軽量なため、最高速度は「K1.8」エンジン搭載車種で195km/h、「K1.8VVC」仕様では210km/hをマークした。
1999年には、イギリスでMG75周年を記念したMGF 75th Anniversary Limited Editionが限定発売された。
2000年にマイナーチェンジを受けMk.2となる。6速CVTの"STEPTRONIC"搭載車が追加されたほか、同じKシリーズ4気筒の1.6L「K1.6」エンジンを搭載したモデルも追加され、VVCエンジン搭載の車種には160hpを発揮する"Trophy 160"と呼ばれるバージョンも追加された。
MGFは好評をもって市場に受け入れられ、日本では日本カー・オブ・ザ・イヤーのインポート・カー・オブ・ザ・イヤーを受賞したこともあったが、イギリス国内の自動車メーカー再編劇にMGも巻き込まれた影響で2002年に一旦生産を終了した。
Mk.2の日本代理店での輸入台数は少数とされる。
CVT搭載車・1.6L車・Trophy 160は正規輸入されなかった。

## TF（2002年 - 2005年、2007年 - 2011年）
2002年、BMWより独立したMGローバー (MG Rover)の下でMG・TFがデビューした。
基本コンポーネンツは先代MGFと同一ながら、液体式関連懸架システムのハイドラガス・サスペンションを廃止し、リアサスペンションのマルチリンク化、フロントマスクなどのエクステリアの変更（MGのイメージを強調する4本線のフロントグリル、ヘッドライト、リアコンビネーションライトなど）が行われた。
エンジンは出力が向上し、「K1.6」は116PSに、「K1.8」は136PSに、「K1.8 VVC」は160PS（CVTは120PS）にアップした。あわせてグレード名も一新され、1.6L車は115、1.8L・CVTは120、1.8L・MTは135、1.8L・VVCは160と、エンジン出力に合わせた名称となった。
2005年、MGローバーの経営破綻により製造中止となった。
日本市場へは当初135と160が導入され、120も2005年7月に発売予定だったが前述の経営破綻により取りやめとなった。

### 南京汽車での製造
2008年、南京汽車傘下のNac MGにおいて、ほぼMGローバー時代と同じ内容でTFの製造が再開された。500台限定のLE500を皮切りに、通常モデルのTF135、50台限定のTF 85th Anniversaryが製造された。
エクステリアはフロントグリルが変更され、インテリアにも若干の変更が加えられているほか、エアコン、オーディオ、安全装備などで標準装備の充実が図られている。
エンジンは従来のKシリーズエンジンから、欧州の環境規制に合わせて改良したNシリーズエンジンに変更された。
2009年1月8日にNac MGがMG MOTOR UKに社名を変更して以降もロングブリッジ工場にて製造を続けていたが、2011年3月、需要の低迷と部品供給の問題から生産終了を発表した。
生産総数は906台。日本市場には導入されなかった。